# علي أباد تشي (برخوار الشرقي)
علي أباد تشي (بالفارسية: علی‌آباد چی) هي قرية تقع في إيران في قسم برخوار الشرقي الريفي. يقدر عدد سكانها بـ 113 نسمة .